# Jan Adam Maklakiewicz
Jan Adam Maklakiewicz (* 24. November 1899 in Chojnata; † 7. Februar 1954 in Warschau) war ein polnischer Komponist. 
Nach erstem Unterricht bei seinem Vater studierte Maklakiewicz in Warschau zunächst an der Musikhochschule Warschau bei Felicjan Szopski und Leopold Binental und von 1922 bis 1925 Komposition bei Roman Statkowski. Bis 1927 setzte er sein Kompositionsstudium bei Paul Dukas an der École normale de musique de Paris in Paris fort.
Er war ab 1927 am Konservatorium Łódź, ab 1929 am Konservatorium von Warschau Lehrer für Musiktheorie. 1932 wurde er Organist an der Warschauer Heilig-Kreuz-Basilika. Von 1945 bis 1947 war er Direktor der Staatsphilharmonie Krakau, von 1947 bis 1948 Chefdirigent der Staatsphilharmonie Warschau, wo er zugleich Komposition an der Musikhochschule unterrichtete.

## Werke
- Sinfonische Variationen, 1922
- Hucul's Suite für Violine und Klavier, 1927
- Triptych für Cello und Klavier, 1927
- Les Vierges Aux Crepuscules für zwei Mezzosoprane, Flöte, Viola und Harfe, 1927
- Symphony No. 2 für Bariton, gemischten Chor und Orchester, 1927
- Du bist wie eine Blume, Lied nach Heinrich Heine, 1928
- Concertino quasi una Fantasia für Klavier, Mezzosopran und Orchester, 1929
- Vier japanische Lieder für Sopran und Orchester, 1929
- Fünf Volkslieder für gemischten Chor, 1929
- Die kleinen Gänse flogen, Volkslied für gemischten Chor, 1929
- Concerto für Cello und Orchester über gregorianische Themen, 1930
- Violinkonzert Nr. 1 , 1930
- Lied für das tägliche Brot, sinfonische Dichtung für gemischten Chor und Orchester, 1931
- Sinfonischer Tango für Orchester, 1931
- Cagliostro in Warschau, Ballett, 1938
- Konzertouvertüre für Orchester, 1939
- Grunwald, sinfonische Dichtung, 1939–44
- Polnische Messe für gemischten Chor, Sopran oder Tenor und Orgel, 1944
- Vier Lieder für hohe Stimme und Orchester, 1946
- Madonnas, fünf Lider für Sopran und Orchester, 1947
- Prager Ouvertüre, 1947
- Schlesien arbeitet und singt, Suite für Tenor, Männer-, Frauen- und gemischten Chor und Orchester oder Klavier, 1948
- Suite aus Lowicz für Sopran, gemischten Chor und Orchester, 1948
- Zabrze, Kantate für vierstimmigen Männer- oder gemischten Chor und Orchester, 1949
- Violinkonzert Nr. 2 ("Bergsteiger"), 1952
- Wiegenlied für vierstimmigen Männerchor, 1946
- Die Goldene Ente, Ballett, 1950